# La banda (Perú)
La banda fue un talent show peruano, producido por Rayo en la botella S.A.C. Este formato consiste en elegir entre un grupo de bandas u orquestas a aquellos que destaquen por sus cualidades vocales y su talento. La banda es la adaptación peruana del formato tailandés The Band. El programa se estrenó el 16 de junio de 2014.
A un mes del estreno de la segunda temporada y a través de un comunicado, Latina Televisión informó que se decidió sacar del aire el programa La banda debido a su bajo índice de audiencia, siendo emitido por vía web las galas faltantes.

## Información general
La banda se basa en un formato de competición similar de Tailandia titulado The Band. La banda ganadora recibe un contrato discográfico y dinero en efectivo.

### Formato
La banda consiste en elegir entre un grupo de bandas u orquestas de distintos géneros a aquellas que destaquen por sus cualidades vocales y talento, el jurado estará integrado por conocidos artistas que posteriormente dirigen su formación académica. El objetivo de este formato es tratar de encontrar la mejor banda de Perú.
- Primera fase: En las audiciones cada entrenador deberá elegir su equipo de bandas, cada banda solo tiene 90 segundos para presentar su interpretación, los concursantes deben conseguir que dos o más productores suban el volumen de su silla para así poder continuar en la competencia, de no ser así, la banda queda eliminada. Una vez conformados los cuatro equipos, cada entrenador o productor será el encargado de entrenarlos y así el formato llega a la segunda fase.

- Segunda fase: Se presentan cuatro agrupaciones por categoría y dos categorías por programa. De cuatro bandas, una es eliminada. El productor de la categoría tiene la oportunidad de salvar a dos. Para elegir a la tercera que seguirá en competencia; cada productor cuenta con un voto (menos el de la categoría, quien cuenta con dos), el cual puede otorgar a la agrupación de su preferencia. Esta continúa si cuenta con tres votos o más.

- Tercera fase: nuevamente se presentan cuatro bandas por categoría y dos categorías por programa; pero, esta vez, tres son eliminadas y  tan solo una pasará a la siguiente etapa. Otra diferencia con la segunda fase es que, al finalizar las 4 presentaciones de cada categoría, los demás productores no cuentan con votos y el único que puede escoger que agrupación salvar es el productor principal (encargado de la categoría).

- Semifinales: Esta etapa dura cuatro días. Cada día se presenta una categoría con sus respectivas cuatro bandas. Durante esta fase; el público es quien elige, vía mensaje de texto, a una agrupación por categoría para competir en la final.

- Final: En la final, cada banda se presenta en el escenario. La palabra final la tendrá el público, que consagrará ganadora a una de las cuatro bandas finalistas.

### Productores
El día jueves 29 de mayo de 2014 fue dada a conocer la lista oficial de los cuatro productores de La banda: Cecilia Bracamonte cuya categoría es ritmos peruanos, Maricarmen Marín cuya categoría es ritmos tropicales, Jandy Feliz cuya categoría es ritmos alternativos y Salim Vera cuya categoría es rock y pop.

## Temporadas

### Primera temporada: 2014
Se estrenó el 16 de junio de 2014, después de la segunda temporada de 2014 del programa de televisión peruano Yo soy. El 1 de agosto, la banda "Variazoni in blue" se alzó con el primer lugar de la competencia, convirtiendo a Jandy Feliz en el primer productor ganador de la historia del programa.
La siguiente tabla muestra a las bandas que participaron a partir de la segunda fase: rondas eliminatorias.
Referencia de color
     – Ganador
     – Segundo lugar
     – Tercer lugar
     – Cuarto lugar
| Temporada | Coaches | Coaches | Coaches | Coaches |
| Temporada | Salim Vera Rock and Pop | Maricarmen Marín Tropical | Cecilia Bracamonte Ritmos Peruanos | Jandy Feliz Alternativo |
| --------- | --- | --- | --- | --- |
| 1         | Forever La negra R.E.D AGI-TC Amariya Eramoza Genera César Príncipe y Compañía Locomotora Rockturna Los ronroneros Boomerang Hizteria Dolores Delirio Juanola Soundtrack E-Nova Science La mota Intrépide | Son tentación Frogs Orquesta Guayando Orquesta exclusiva Clase internacional Kevin y los agentes Son internacional Orquesta nueva aventura Amerikan sound Burumba Distinto Los poetas de la cumbia D' Carátula La sabrosura Sangre latina Química perfecta Orquesta explosiva Los Grekos Ritmo caliente Idéntico | Toque a cañete Los masters del Perú Los Majaretas Los Ardiles Los Rodríguez Raíces de Jauja Llasca Los de anoche Del trencito macho La magia (La mafia) Del pueblo del barrio Barrio andino Sankjas Aires selváticos Los genios del escenario Calle home Los elegantes del imperio Misterio de Ocobamba Coraje de Canas Corazón andino | Variazoni in blue Gold Che parcé Rosas de Guadalupe La malandra FKC Mariachi lindali Los Hackers Andean Kings Cantaré Joaquín y los bandidos BTF Stress José & José Otra raza Valet Parking Soundergraund Nación combi Eutres Proyectil |

### Segunda temporada: 2014 - 2015
Se estrenó el 22 de diciembre de 2014, después de la segunda temporada del programa de televisión peruano La Voz Perú. El día 21 de enero de 2015, el programa fue cancelado debido al bajo índice de audiencia.
La siguiente tabla muestra a las bandas que participaron a partir de la segunda fase: rondas eliminatorias.
Referencia de color
     – Cancelado
| Temporada | Coaches | Coaches | Coaches | Coaches |
| Temporada | Salim Vera Rock and Pop | Maricarmen Marín Tropical | Cecilia Bracamonte Ritmos Peruanos | Jandy Feliz Alternativo |
| --------- | --- | --- | --- | --- |
| 2         | Argot Polvo libre Em Virginia Seven The Freak Beat Demo Black Stone Speranto Apertura C4 Rock Es Cool Los Viralatas Rasa Vuelo 45 Another Day MÁS 7 The Wall Proyecto Alfa Midway | Orquesta Show Internacional VIP Latinos Los Peruchos Larga Distancia Orquesta Son Nova Orquesta Internacional K-liente La Élite Orquesta Mayimbe Orquesta Lluvia Sensación Latina de Chiclayo La Timba del Rimac Son D'Iquitos Tormenta Show RH Positivo Urban Club Los Súper Kings de Catacaos Los Herrera The Prince Los Imbatibles Caña Dulce Ídolos de la cumbia | Cosa Nuestra Los chullos Wayra Beats Jakuy Fabricio y los Bengalas Illarek Con sabor y criollismo Agrupación Mayu Los Divinos del Amor Renacer Trío té, canela y clavo Raíces Inconfudibles de Ayacucho Folklore Urbano Agrupación Femenina Andina Los Saqras Negrito nací Kanto y Arena Los Inolvidables Irasu | Giannico La última banda Voces y armonías Maricahi Imperial Cholo Machine Five Samples Proyecto Héroes Karibe Band Los Ángeles del Amor Hammelin Tres por gusto Yesterday Mariachis Texas Tempo Sonoro Epikejah Jhamming Fruto Mestizo Good Fathers Ciátika Dos Raíces |